# Quatuors à cordes de Schönberg

Arnold Schönberg a écrit cinq quatuors à cordes, dont quatre numérotés avec un numéro d'opus. Leur composition s'étale sur quatre décennies.
Le genre du quatuor à cordes occupe une place importante dans l'œuvre de Schoenberg : il scande les principales étapes de son évolution créatrice et présente des réalisations qui posent chacune un problème esthétique nouveau et présentent une vision différente de la forme et du langage musical.
Si le Quatuor en ré majeur de 1897 est encore écrit dans la veine post-romantique, les Quatuors no 1 et no 2 de la décennie 1900 s’inscrivent dans la problématique subversive de la modernité viennoise, tandis que les Quatuors no 3 et no 4 (1927 et 1937) établissent les bases d’un nouveau classicisme dans le cadre de la « méthode de douze sons ». « Les œuvres de musique de chambre [de Schoenberg] décrivent successivement l’éloignement et la remise en question de la tonalité » (jusqu’au deuxième quatuor inclus), puis « la confirmation de la validité du dodécaphonisme » (troisième et quatrième).

## Quatuor à cordes (no0) enré majeur

### Contexte
Il est écrit en 1897 et créé la même année, en privé le 17 mars, puis publiquement le 20 décembre à la Wiener Tonkünstler Verein (« Société viennoise des Artistes musiciens ») par un quatuor formé pour l’occasion. Ni détruit ni reconnu par son compositeur, il est créé six mois après la mort de Brahms et n’a plus été entendu jusqu’en 1952, soit un an après la mort de Schoenberg. Il a connu une publication tardive en 1966 (Faber Music Londres). Il fait suite aux premiers essais inaboutis de Schoenberg en matière de quatuor et fait office de première œuvre de grande envergure. La durée moyenne des interprétations est d’environ 27 minutes.

### Structure
Il comporte quatre mouvements :
- Allegro molto
- Intermezzo : andantino grazioso
- Andante con moto
- Allegro

Il suit la forme classique avec une grande orthodoxie : forme sonate pour les mouvements extrêmes, qui encadrent un scherzo (deuxième mouvement) et des variations (troisième mouvement).

### Analyse
La disposition des tonalités des mouvements en tierces ascendantes (ré majeur, fa dièse mineur, si bémol mineur, ré majeur) rappelle la 1re symphonie de Brahms ou anticipe sur la Symphonie de chambre op. 9. Cette organisation harmonique est révélatrice de la conscience d’un « élargissement de la tonalité, qui substitue aux degrés habituels des harmonies plus éloignées » (relation de tierce majeure de part et d’autre du ton principal). Schoenberg exploite les ressources de ce champ harmonique de sorte « à créer un équilibre entre les régions bémolisées et diésées du système tonal. »
Cette œuvre de jeunesse, qui montre que l’écriture pour quatuor est déjà maîtrisée (abondance mélodique, sens équilibré de la polyphonie), permet surtout de cerner les références stylistiques du jeune Schoenberg (influencé autant par Brahms que Dvořák, surtout dans les mouvements extrêmes pour ce dernier) sans laisser en rien présager l’évolution future. Le quatuor est également redevable aux conseils prodigués par Zemlinsky, compositeur et ami de Schoenberg. L'esthétique, un peu hybride, jouant sur le lyrisme romantique, le charme et la délicatesse, se rattache à un vague courant post-romantique. Bernard Fournier identifie même un « parfum slave » dans le quatrième mouvement, qu’il interprète comme un « adieu à Prague », ville à laquelle le rattache sa généalogie maternelle.

## Quatuor à cordesno1enré mineurop. 7
Il a été écrit entre 1904 et 1905 et créé à Vienne le 5 février 1907 par le Quatuor Rosé.
Il comporte quatre mouvements et sa durée d'exécution est d'environ quarante minutes :
- Nicht zu rasch
- Kräftig
- Mässig
- Mässig – Heiter

## Quatuor à cordesno2enfa dièse mineurop. 10
Il a été écrit entre 1907 et 1908 et créé à Vienne le 21 février 1908 par le Quatuor Rosé et Marie-Gutheil-Schoder. Il comporte une partie de soprano dans ses deux derniers mouvements (poème de Stefan George). Schönberg a réalisé une orchestration.
Il comporte quatre mouvements et sa durée exécution est d'un peu moins d'une demi-heure :
- Mässig (moderato)
- Sehr rasch
- Litanei. Langsam
- Entrückung. Sehr langsam

## Quatuor à cordesno3op. 30

### Contexte
Il a été écrit très rapidement en deux mois en 1927, à la suite de la commande de la célèbre mécène américaine Elizabeth Sprague-Coolidge (également à l’origine du futur 4e quatuor, du Quatuor op. 28 de Webern et du 5e quatuor de Bartók), et créé le 19 septembre 1927 à Vienne par le Quatuor Kolisch. Le quatuor est le premier à s'élaborer selon les principes de base de sa technique dodécaphonique. Avec les Variations pour orchestre, commencées l’année précédente et achevées l’année suivante, Schoenberg entend démontrer la validité de sa « méthode de douze sons » dans ces deux domaines exigeants que sont l'écriture pour orchestre et celle pour quatuor à cordes.

### Structure
Il comporte quatre mouvements et sa durée d'exécution est d'un peu moins d'une demi-heure :
- Moderato
- Adagio
- Intermezzo : allegro moderato
- Rondo : molto moderato

Si les deux précédents quatuors avaient à cœur de remettre en question l’architecture classique, le troisième y revient en se référant plus ou moins précisément aux formes traditionnelles : des notations italiennes sont choisies pour les titres ainsi que pour les indications de caractère sur la partition. Ce sont donc quatre mouvements qui se succèdent, même si les formes habituelles sont un peu escamotées. Le Moderato initial s’apparente à une forme sonate libre ; les premières mesures offrent un motif rythmique de croches staccato (quatre croches avec deux notes répétées au centre), qui va ensuite proliférer, à la manière d’un ostinato, comme partie d’accompagnement ou comme élément principal. Suit un Adagio qui semble une combinaison entre un « thème et variations » et un rondo, et qui réutilise le motif du premier mouvement. L’idée de rondo se retrouve dans les deux derniers mouvements, avec des retours réguliers du thème principal dans l’Intermezzo, traités comme un refrain, et dans la forme rondo-sonate traditionnelle du finale.

### Analyse
Le motif rythmique, qu'on entend de façon continue dans le premier mouvement à travers ses nombreuses variantes et qui envahit progressivement l’écriture des quatre parties, participe d’une forme de mono-thématisme. Le musicologue Charles Rosen a rapproché ce motif du quatuor Rosamunde de Schubert, qui aurait pu servir de modèle à Schoenberg, même si le principe de la série entraîne une nouvelle organisation musicale et, partant, une nouvelle conception thématique. Mais l’utilisation de la série comme principe motivique a pu également être démontrée par l’analyse musicologique du deuxième mouvement. « La série est conçue par Schoenberg comme facteur d’unification de toutes les dimensions de l’écriture, formelle et structurelle. »
Le troisième quatuor ne fait pas consensus : si des musicologues comme Rosen ou Whittall ont pu considérer l’œuvre comme l’une des plus accomplies de Schoenberg, d’autres, comme le compositeur Pierre Boulez, sont plus réticents devant son aspect conventionnel, voire néo-classique. Il est vrai qu’en apparence le travail de la série aboutit à éloigner tout pathos postromantique, à dépouiller les lignes et les textures. Mais, contrairement au néo-classicisme, il n’y a pas d’imitation des formes anciennes par volonté délibérée de décalage ou de distance historique entre niveaux de style. Dans un article de 1937, Schoenberg aura à cœur de citer cette œuvre pour montrer la continuité de son propre style, en la comparant avec des extraits de Verklärte Nacht.
Le musicologue Bernard Fournier a expliqué les conséquences de l'usage de la série sur le temps musical, en montrant qu’il n’est plus « vectorisé » (comme dans le développement beethovénien ou brahmsien) ni continu (comme la mélodie continue de Wagner) mais « anisotrope », c’est-à-dire sans direction privilégiée, dépourvu de haut et de bas (indifférenciation fonctionnelle des registres), d’avant et d’après (absence de hiérarchie marquée entre les différentes incarnations de la série).
C’est ce mode de déploiement entièrement nouveau du discours musical qui s’inscrit dans le cadre des formes plus ou moins classiques que Schoenberg s’est imparti : le problème formel reste au second plan par rapport au problème du langage dans le troisième quatuor. Déjà difficile à identifier, la série se révèle impossible à suivre dans ses transformations : Schoenberg n’utilise pas la série que comme principe d’unité de l’œuvre, une obsession qui est à la base de l’écriture dodécaphonique.

## Quatuor à cordesno4op. 37

### Contexte
Écrit en 1936, il est créé le 9 janvier 1937 à Los Angeles par le Quatuor Kolisch. Il s’agit, comme le précédent, d’une commande d’Elizabeth Sprague-Coolidge. Après quelques années où le compositeur a renoué avec un style tonal (un Concerto pour quatuor et orchestre est écrit en 1933 à Berlin, d’après un concerto grosso de Haendel), le Quatrième quatuor, séparé de dix années du précédent, est représentatif de l’épanouissement du style sériel et de la manière américaine de Schoenberg. 1936 est également l’année de son installation à Los Angeles et de l’achèvement de son Concerto pour violon.

### Structure
Il comporte quatre mouvements et sa durée d’exécution est d’environ une demi-heure :
- Allegro molto. Energico
- Comodo
- Largo
- Allegro

L’œuvre adopte, comme le troisième, la succession conventionnelle en quatre mouvements : le premier est de forme sonate, le second constitue le scherzo, le troisième, un Largo de forme binaire ABAB, est le mouvement lent, avant le finale en forme de rondo, dont l’aspect de marche fait penser au dernier mouvement du Concerto pour violon.

### Analyse
Le quatuor est construit sur une série unique qui prend une forme particulière dans chaque mouvement. Le travail à partir de la série s’effectue avec une plus grande souplesse que dans le troisième quatuor, ce qui tend à caractériser un style tardif de Schoenberg distinct du « didactisme démonstratif » des œuvres instrumentales des années 1920. « L’objectif du compositeur n’était pas tant de développer de nouvelles formes appropriées à une nouvelle technique de composition que de découvrir un terrain d’entente entre ces innovations techniques et les formes anciennes. » Les modes de jeu (techniques d’archet, con legno, harmoniques, sourdines dans le Comodo) sont plus variés, tandis que le rythme se diversifie. Un plus grand équilibre entre les quatre mouvements est ainsi créé, l’écriture oscillant régulièrement entre voix accompagnée et polyphonie. Le long récitatif à l’unisson des quatre instruments, au début du Largo, évoque à un musicologue « une mélodie hébraïque sublimée ».
Ce quatuor, transition vers le Trio à cordes op. 45 (1946) qui domine l’ensemble de la production de musique de chambre de Schoenberg, marque ainsi une étape dans l’avènement d’un « classicisme » de l’écriture de Schoenberg. Avec « ses textures plus contrastives et ses sonorités plus variées », l’œuvre apparaît plus accessible (surtout les premier et troisième mouvements, d’une grande force expressive) : « Pendant ses années américaines, Schoenberg non seulement tentera de trouver des équivalents sériels aux structures tonales, mais il se livrera aussi à des essais tendant à faire absorber par la musique sérielle de purs effets d’harmonie tonale. » Comme dans l’Ode à Napoléon pour voix, piano et quatuor à cordes, op. 41 (1942), le choix des séries facilite l’emploi d’accords parfaits, même si cet emploi « sonne autant comme l’affirmation provocante d’une liberté que comme une sorte d’exercice nostalgique. »
C’est la même année qu’est réalisé le premier enregistrement (non commercialisé) des quatre quatuors par le fidèle Quatuor Kolisch, sous la supervision du compositeur, qui écrit pour l’occasion un long texte de présentation.

## Tradition et modernité
Le quatuor à cordes constituait une forme exigeante du point de vue de l’écriture, en même temps qu’un genre incontournable de la musique instrumentale, dont l’histoire (depuis Haydn et Beethoven) pouvait intimider (Brahms lui-même attend son op. 50 pour s’y attaquer).
Comme les autres compositeurs de quatuors à cordes du XXe siècle, Schoenberg a dû choisir comment négocier sa dette et s’inscrire dans l’histoire du genre. D’un côté, les changements profonds qu’il impose au langage musical (atonalité, dodécaphonisme) constituent des innovations telles qu’elles modèlent la forme du quatuor selon des contours nouveaux. D’un autre côté, Schoenberg pose en émule des anciens maîtres et revendique sa position dans une lignée de grands compositeurs allemands. Il ne recourt pas aux musiques populaires comme le font, chacun à leur manière, Bartók (et son imposant corpus de six quatuors) ou Stravinsky (qui dès 1913 met en « pièces » le quatuor viennois). Schoenberg cherche à relégitimer le quatuor à cordes en lui ouvrant de nouvelles perspectives, le faisant renaître dans l’atonalité ou en le dotant avec le dodécaphonisme de nouvelles règles de fonctionnement.
Ainsi la voie choisie par Schoenberg entretient-elle un rapport dynamique avec la tradition tout autant qu’avec la modernité. Alors qu’elle est longtemps apparue comme la plus novatrice et la plus disruptive, on a pu montrer « combien elle s’inscrit dans une relation de continuité dynamique vis-à-vis de la tradition : elle prolonge la voie du quatuor viennois avec son exigence de sérieux et d’intériorité, de la manière à la fois la plus naturelle, via le post-romantisme, et, à certains égards, la plus fidèle dans sa recherche d’abstraction et ses objectifs de progrès. »
Le quatuor à cordes est convoqué par Schoenberg aux moments où il cherche une légitimité à travers la tradition, où il souhaite situer sa réflexion sur le langage par rapport à ses prédécesseurs, et où il pense avoir atteint un degré de maîtrise suffisant pour s’inscrire dans l’histoire du genre. Comme le note Hans Heinz Stuckenschmidt, « on remarquera l’absence [de quatuors à cordes] dans la deuxième période, entre les années 1909 et 1920, la refonte du langage entreprise coïncidant avec les solutions les plus originales. »